# Cyrtochilum monacranthum
Cyrtochilum monacranthum là một loài thực vật có hoa trong họ Lan. Loài này được (Andreetta ex Dodson) J.M.H.Shaw mô tả khoa học đầu tiên năm 2002.